# Робот (пісня)
Робот — сингл гурту ТіК, виданий 27 липня 2016 року під лейблом Moon Records. До пісні було представлене відео.

## Відеокліп
Відео було представлене на телеканалі M1 13 серпня 2016 року. Режисером став Алан Бадоєв. Відео було відзняте у селищі Мощун, Київської області. В основу сюжету покладено історію сільської жінки, що замовила людиноподібного робота (ймовірно у мережі Rozetka). Тим часом, сусідки заздрісно заглядають у її двір. Наприкінці відео учасники гурту ТіК намагаються спіймати «робота», і один з них збиває його на екскаваторі. Відео завершується сценою, де музиканти заглядають у журнал (ймовірно, бажаючи замовити жінку-робота).